# Liste der Monuments historiques in Saint-Jean-sur-Veyle
Die Liste der Monuments historiques in Saint-Jean-sur-Veyle führt die Monuments historiques in der französischen Gemeinde Saint-Jean-sur-Veyle auf.

## Liste der Bauwerke
| Bezeichnung             | Beschreibung                  | Standort                 | Kennzeichnung | Schutzstatus | Datum | Bild           |
| ----------------------- | ----------------------------- | ------------------------ | ------------- | ------------ | ----- | -------------- |
| Kirche St-Jean-Baptiste | Erbaut im 15./16. Jahrhundert | Place de l’Église (Lage) | PA00116553    | Inscrit      | 1965  | weitere Bilder |

## Liste der Objekte
- Monuments historiques (Objekte) in Saint-Jean-sur-Veyle in der Base Palissy des französischen Kultusministeriums